# Ligne de Joigny à Toucy
La ligne de Joigny à Toucy est une ancienne ligne de chemin de fer départementale à voie métrique entre Joigny et Toucy exploitée sous le principe de concession par la Compagnie des Chemins de Fer d’intérêt Local de l’Yonne (CFY) puis sous le régime de l’affermage par la CFD et enfin par la SICA de la région Joigny-Toucy-Auxerre.

## Histoire

### Le projet Larmanjat

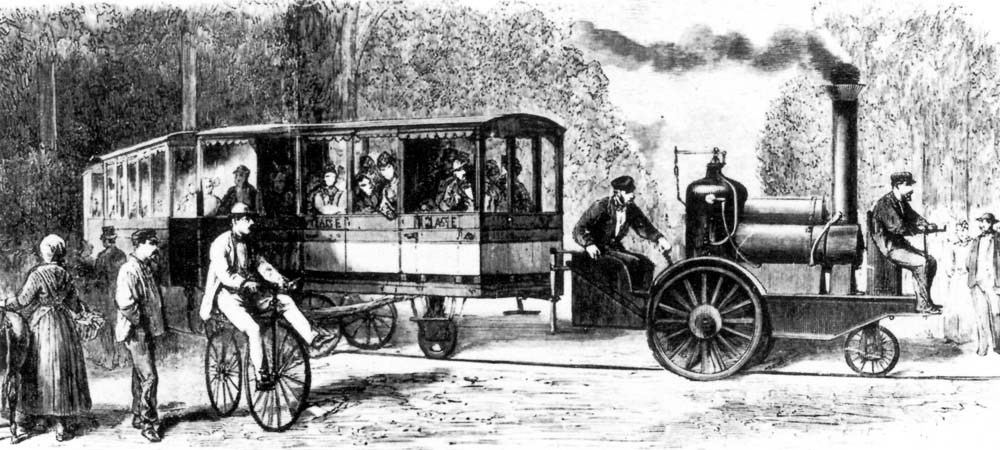
Monorail Larmanjat à Montfermeil

Le 19 juin 1869 Jean Larmanjat adresse au ministre des travaux publics une demande d'autorisation pour établir une voie ferrée de son invention sur un des accotements de la route départementale no 3 entre Aillant-sur-Tholon et la gare de Joigny.
Le système Larmanjat utilise des locomotives à vapeur légères et un seul rail de guidage noyé dans la chaussée qui reste accessible aux autres véhicules. Il est en cours d'expérimentation sur la ligne du tramway du Raincy à Montfermeil. Le conseil général des ponts et chaussées, sur la base d'un rapport établi par Eugène Belgrand, inspecteur général des ponts et chaussées, émet un avis technique favorable et transmet la demande au conseil général de l'Yonne. Le projet attire l'attention de Messieurs Bénard, président du tribunal de commerce de Joigny, et Ablon, banquier, qui se proposent de constituer une société pour construire et exploiter une ligne suivant ce système depuis Joigny jusqu'à Toucy sous réserve d'obtenir des subventions de l'État et du conseil général. Le projet sera remanié plusieurs fois durant les années suivantes.
Au vu du manque de fiabilité observé sur les lignes en exploitation à Montfermeil et au Portugal,, le conseil général renonce à utiliser le système Larmanjat en 1877.

### La réalisation
Après l'abandon du système Larmanjat, le conseil général de l’Yonne poursuit son objectif de développer un ensemble de lignes de chemin de fer entre Joigny, Toucy et Auxerre. Le but de ce projet est de mettre en valeur la vallée du Tholon par la création d’un axe de communication vers Toucy ou Joigny, toutes deux desservies par une ligne PLM. Mais il faut attendre le 13 décembre 1898 pour que la déclaration d’utilité publique soit prononcée. Le concessionnaire retenu est la Compagnie des Chemins de Fer d’Intérêt Local de l’Yonne (CFY) créée par les ingénieurs civils Coignet  et Grosselin.
Le 25 avril 1902, la liaison Joigny-Toucy est ouverte. Le rythme est de 3 circulations journalières (matin et soir) dans les deux sens. Le temps de parcours 1h50 pour les 35 km avec 11 gares et 3 arrêts facultatifs soit 1 arrêt tous les 2,5 km. Cette ligne connait un beau succès et s’avère bénéficiaire jusqu’en 1914. 105 000 voyageurs sont transportés en 1907 et plus de 12 000 t de marchandises sont expédiées tels les scories venant des ferriers d’Aillant-sur-Tholon, les pommes de terre, le bois, les bestiaux et le blé de la coopérative de Senan.
La branche Joigny-Auxerre et l’antenne Aillant sur Tholon-Fleury-la-Vallée sont mis en service le 1er mars 1914.
Mais 5 mois plus tard, en août 1914, c’est la déclaration de guerre et le début de bien des difficultés de ce réseau confié à la CFY. Du matériel roulant et même des voies sont réquisitionnés pour rejoindre le front. La ligne Joigny-Toucy est réquisitionnée pour le transport de l’armée, seule la partie Joigny Auxerre fonctionne pendant ces 4 années de guerre. En 1917, les voies de la section Aillant Fleury sont retirées pour des besoins militaires.
En 1920, après des déficits chroniques et le décès des deux dirigeants, la CFY est mise en liquidation. En 1923, le Conseil général rachète le réseau du Jovinien et en confie l’exploitation à la CFD qui gère déjà la ligne du Serein. Les années 1920 sont encore bénéfiques pour ces lignes qui comptent plus de 150 000 voyageurs annuels. Mais dans les années 1930, face à la concurrence de la route, les chemins de fer départementaux connaissent des déficits importants.
Le 10 mai 1938, le Conseil général se prononce, pour mettre fin au contrat qui lie le département à la CFD, avec prise d’effet au 1er janvier 1939. Plus aucun train ne roule à partir de cette date. Toutefois, sur intervention d’un conseiller général, il est accordé un sursis de 3 ans avant la dépose des voies. Cette décision va permettre de faire renaître la ligne pendant les années de guerre 1939-1945, période ou l’on sera bien content de retrouver des transports.
Sur demande de la sucrerie de Brienon-sur-Armançon, la ligne est rouverte le 15 août 1942 pour le transport des betteraves. Le 7 décembre 1942, après une remise en état sommaire du réseau, le service voyageur est rétabli. C’est ainsi une renaissance provisoire pour ces lignes. La bretelle Aillant-Fleury n’est pas remise en service, les voies sont déposées en décembre 1942. Par manque d’investissements et par inexpérience, la Société exploitante connaît de nombreuses difficultés, pannes, déraillements, et manque de locomotive.
Le 30 avril 1946, elle est mise en liquidation, c’est la fin des lignes Joigny-Toucy et Joigny-Auxerre. Le 14 mars 1947, les rails sont retirés et réutilisés sur la ligne Laroche-l’Isle Angely,.

## Tracé
La ligne de Joigny Toucy débutait en face de la gare PLM de Joigny, avec rapidement une dérivation qui partait en direction de l’Yonne pour la gare d’eau située à 900 mètres de la gare.
Ensuite, par une grande courbe, la voie franchissait la ligne PLM par un pont qui a été détruit en 1949. Puis traversait le Tholon par un ponceau au tablier métallique.
Après le franchissement de ces ponts, la voie était souvent en accotement de chaussée  jusqu’à Aillant-sur-Tholon.
Après Aillant sur Tholon, la ligne était en site propre et sur un terrain sans déclivité. Mais à l'arrivée en gare de Beauvoir-Lindry, il fallait franchir les collines de Puisaye. Les locomotives vapeur peu puissantes devaient souvent laisser des wagons en gare et ainsi s’alléger, pour gravir la pente jusqu’à Toucy, et revenir ensuite pour les ramener à cette même gare.
La descente vers Toucy se terminait par un passage au-dessus de l’Ouanne pour ensuite arriver à la gare de Toucy-Ville près de la gare PLM où avaient lieu les transbordements ou la correspondance avec la ligne  la Ligne de Triguères à Surgy.
Les 35 km de la ligne ont souvent été reconvertis en chemins vicinaux où l'on pourra admirer les gares et autres vestiges de ce petit chemin de fer.

## Les gares
À l’exception de la gare de Joigny, l’architecture des  13 gares de cette ligne reprend le style adopté par les chemins de fer d’intérêt local.
Le bâtiment voyageur (BV) comprenait au rez- de- chaussée, la salle d’attente et le bureau du chef de gare qui délivrait les billets, et au 1er étage son logement. D’un côté du BV la halle marchandise avec son quai surélevé, et de l’autre côté un petit bâtiment en appentis qui abritait les WC et la lampisterie.
Il y avait deux types de bâtiment, selon l’importance des gares : le type II d’une surface au sol de 48 m2 avec 3 fenêtres en façade pour les gares d’Aillant sur Tholon et Toucy, et le type III  d’une surface de 42 m2, avec 2 fenêtres en façade pour toutes les autres gares. Toutes ces constructions étaient en  pierres, avec encadrement des ouvertures en briques pleines, et toiture en tuiles mécaniques, les matériaux employés provenaient des carrières et tuileries des environs.
Les gares de Joigny, Aillant sur Tholon et Toucy étaient équipées d’un château d’eau pour alimenter les locomotives à vapeur.
La gare de Joigny était la gare principale avec remise à locomotives, atelier et bureaux. Les gares de Toucy et d'Aillant sur Tholon disposaient aussi d’une remise à machine, celle d’Aillant sera construite après 1913 avec la construction de l’antenne vers Fleury la Vallée.
En 2019, toutes les gares, sauf celle de Joigny démolie dans les années 1970, sont encore existantes et reconverties par leurs nouveaux propriétaires en habitation tout en conservant plus ou moins leur aspect d’origine.

## Le matériel roulant

### Le matériel de traction
Il se composait de locomotives à vapeur tender de 17 tonnes, type 030 T, de marque Pinguely construites en 1900 et 1904. Elles portaient les numéros 4-5-6-8.
En 1913, 4 autres locomotives furent acquises, de marque Corpet-Louvet et de type 030 T. Elles portaient les numéros 24-25-29-30.
Enfin en 1914, 2 autres locomotives plus lourdes et plus puissantes furent affectées à la ligne de Joigny Toucy. D’un poids de 22 tonnes et de type 130 T, elles sont de marque Corpet, et portaient les numéros 41-45.
Selon les disponibilités ces machines à vapeur circulaient aussi bien sur la ligne de Joigny à Toucy que sur celle de Joigny à Auxerre .

Les machines d'après photographies d'époque.
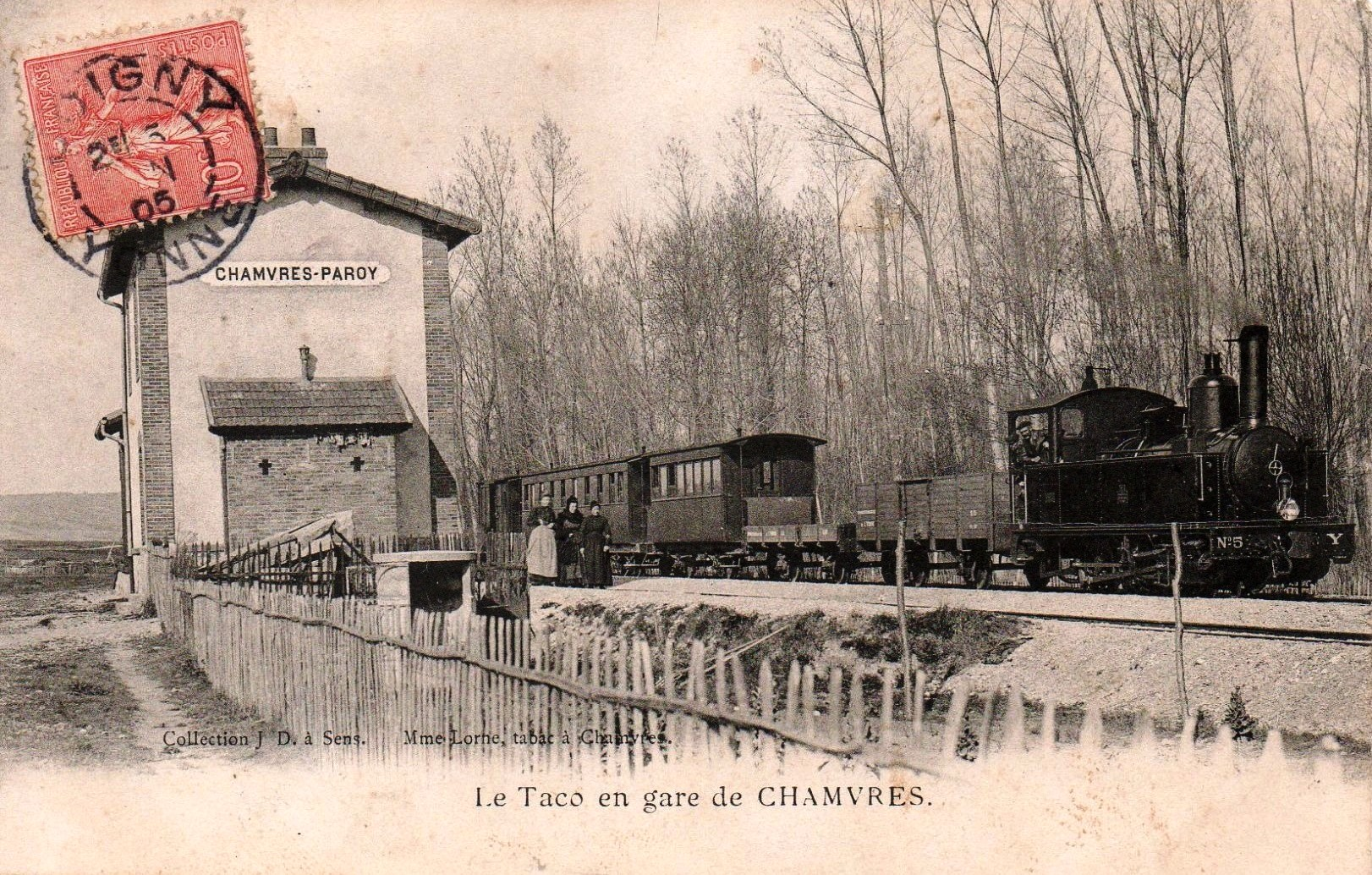
Pinguely 030 T n°5 en gare de Chamvres-Paroy tractant un train mixte.
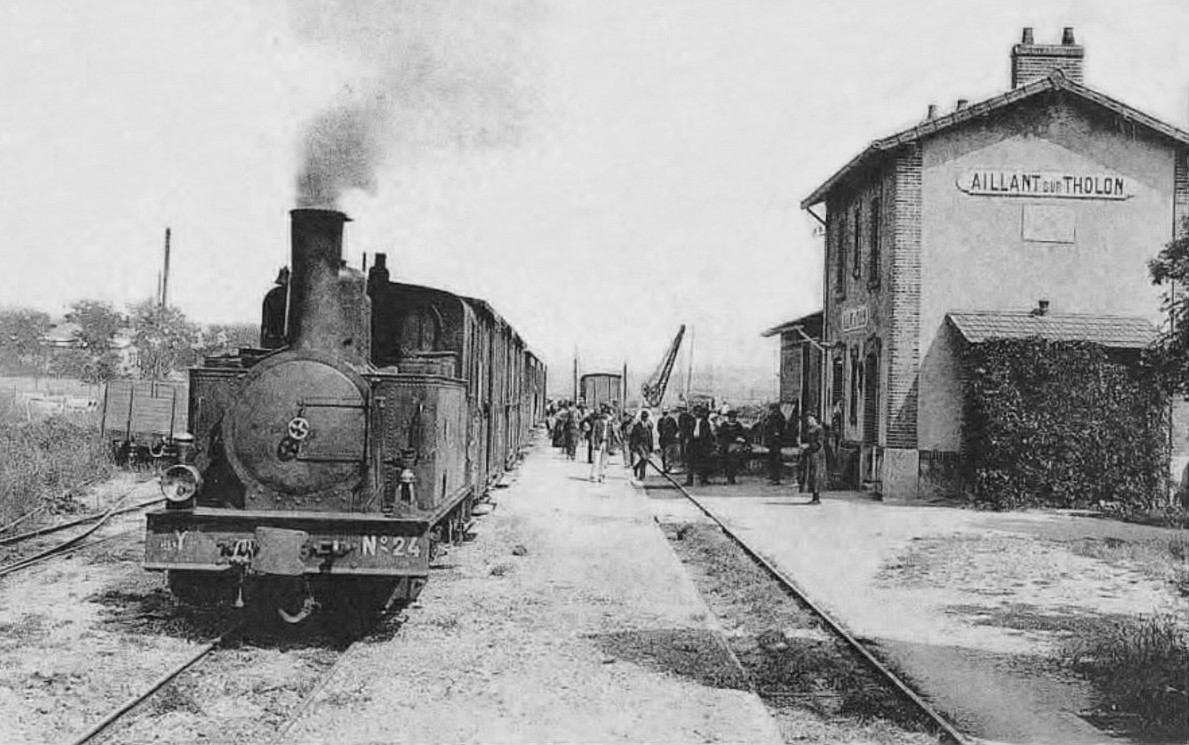
Corpet Louvet 030 T n°24 en gare d'Aillant sur Tholon.
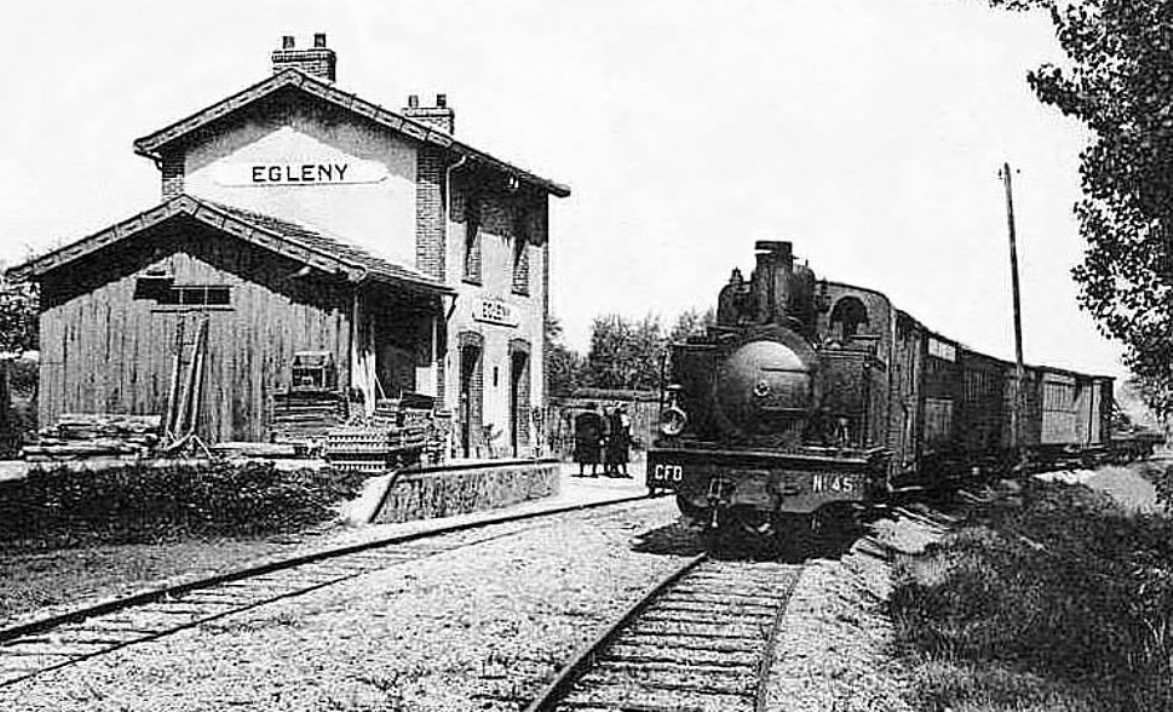
Corpet 130 T n°45 en gare d'Egleny, train en direction de Toucy.

Machines préservées de mêmes modèles.
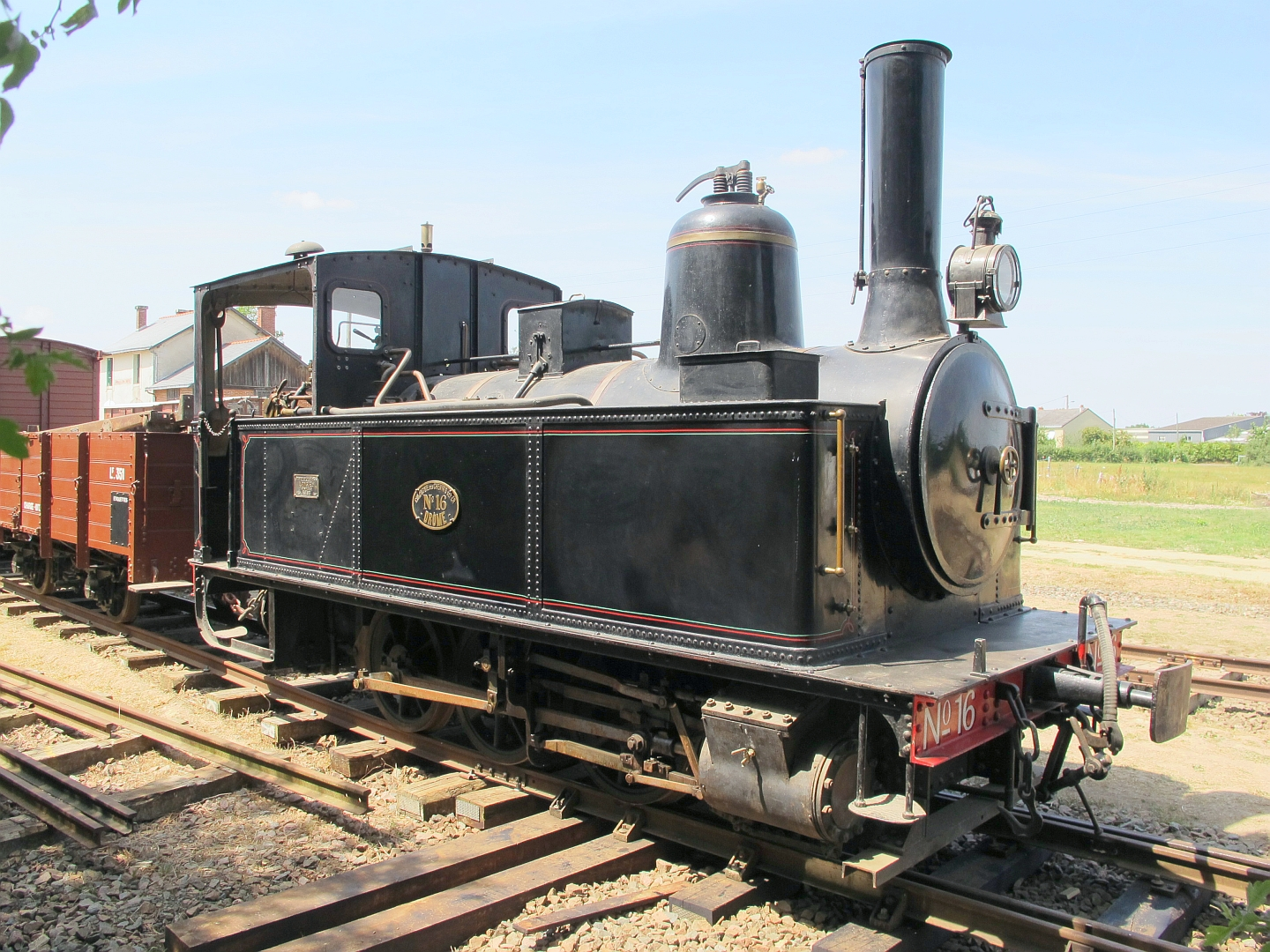
Locomotive-tender Pinguely 030T.
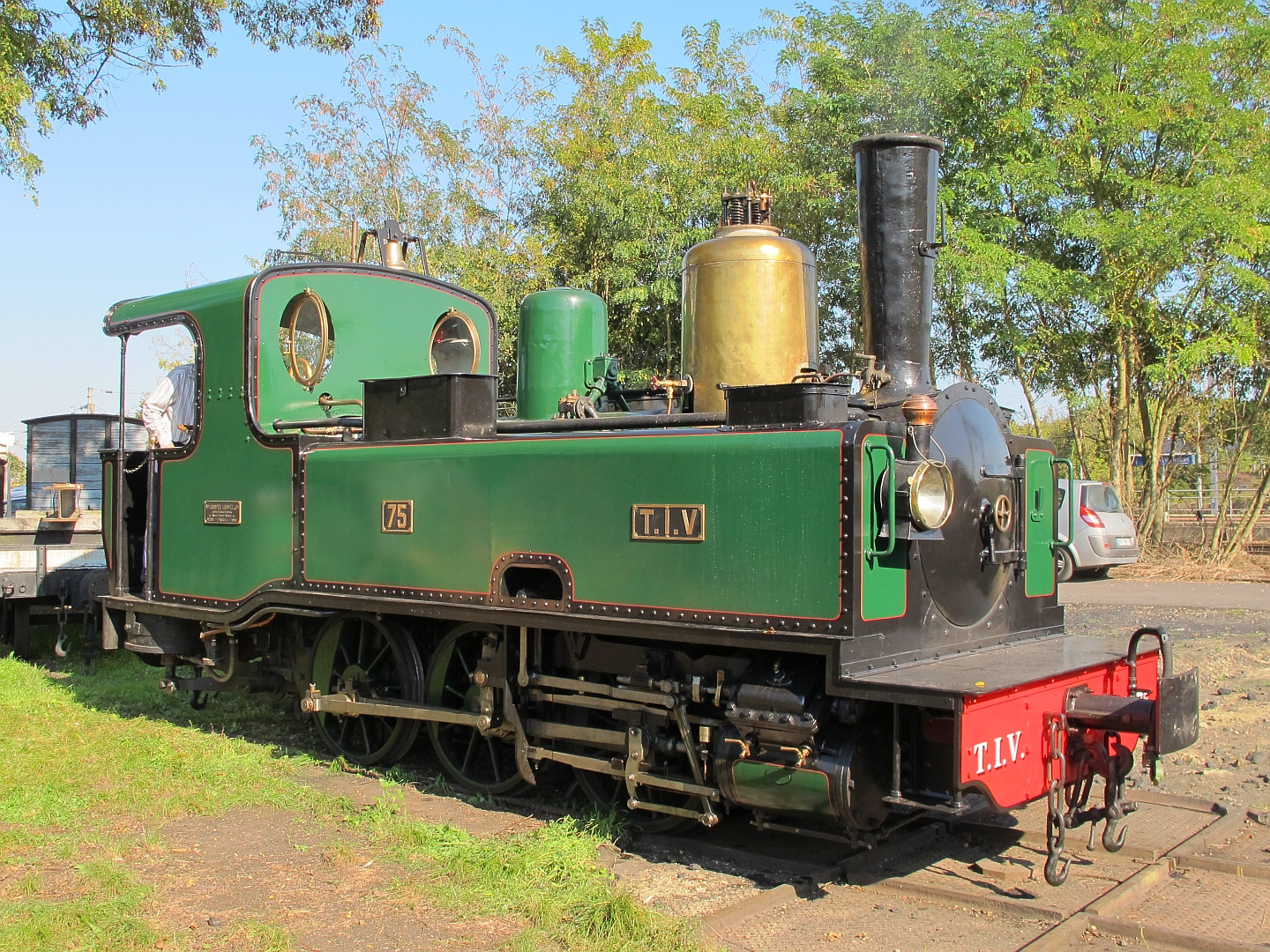
Locomotive-tender Corpet-Louvet 030T.
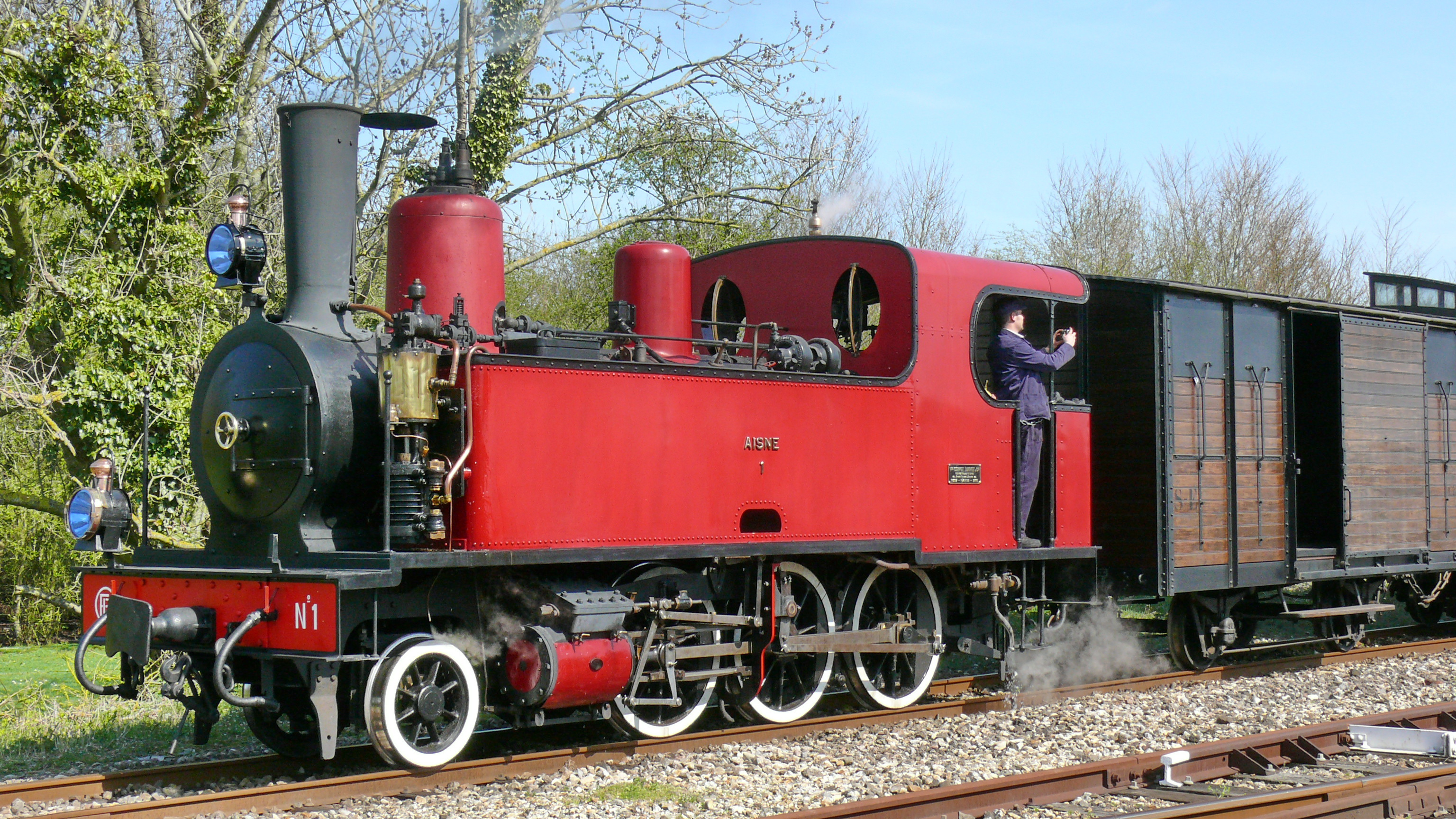
Locomotive-tender Corpet 130T.

### Les voitures de voyageurs

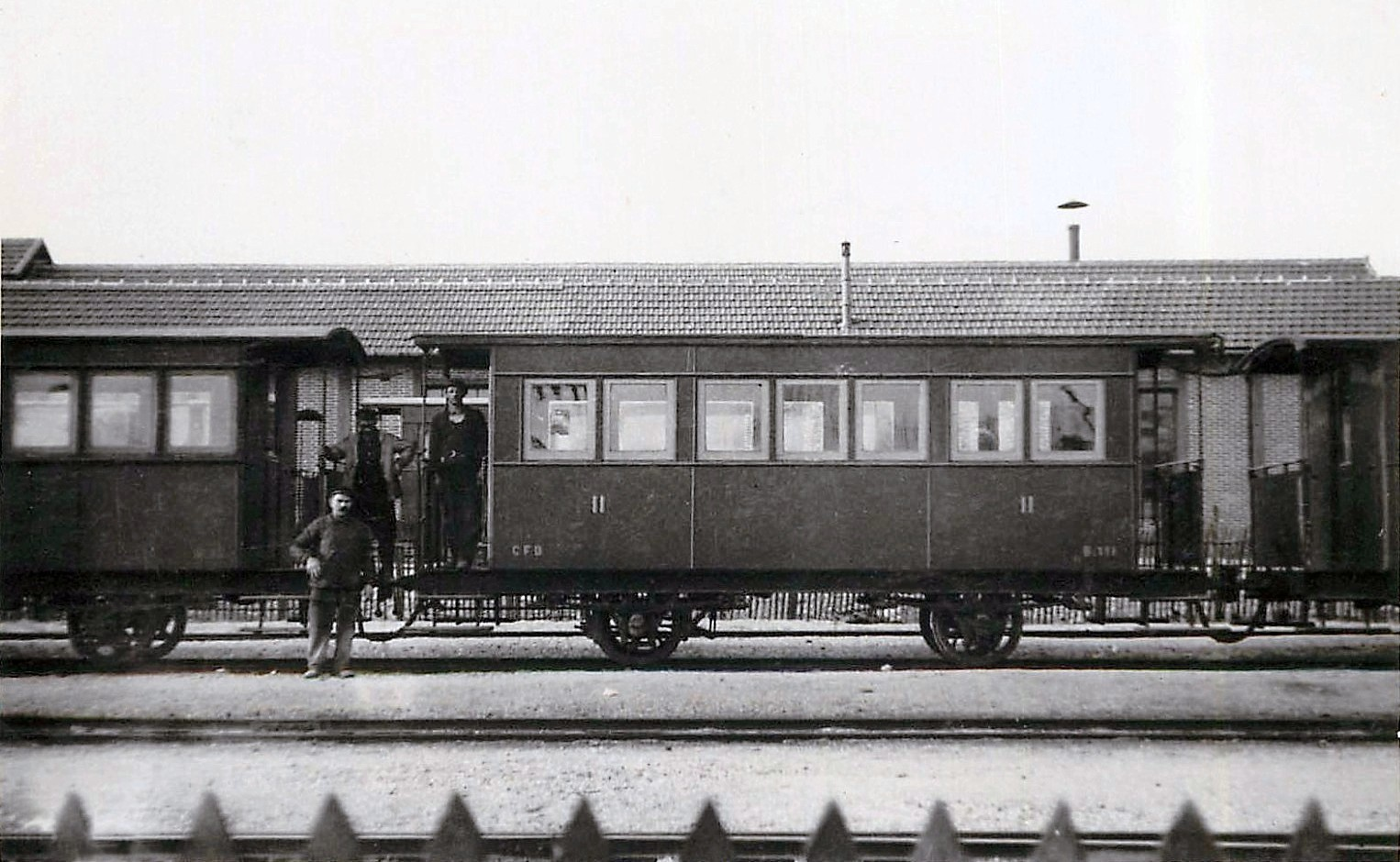
Voiture à deux essieux en gare de Joigny, devant la remise à locomotives.

Le parc du matériel roulant était composé d’une vingtaine de voitures voyageurs, dont 3 voitures à bogies. Ces voitures avaient deux plates formes aux extrémités. À l’intérieur des voitures à 2 essieux, on comptait 24 places assises, avec deux banquettes en long de chaque côté de la voiture. Les 3 voitures à bogies offraient 52 places .

### Les wagons marchandises

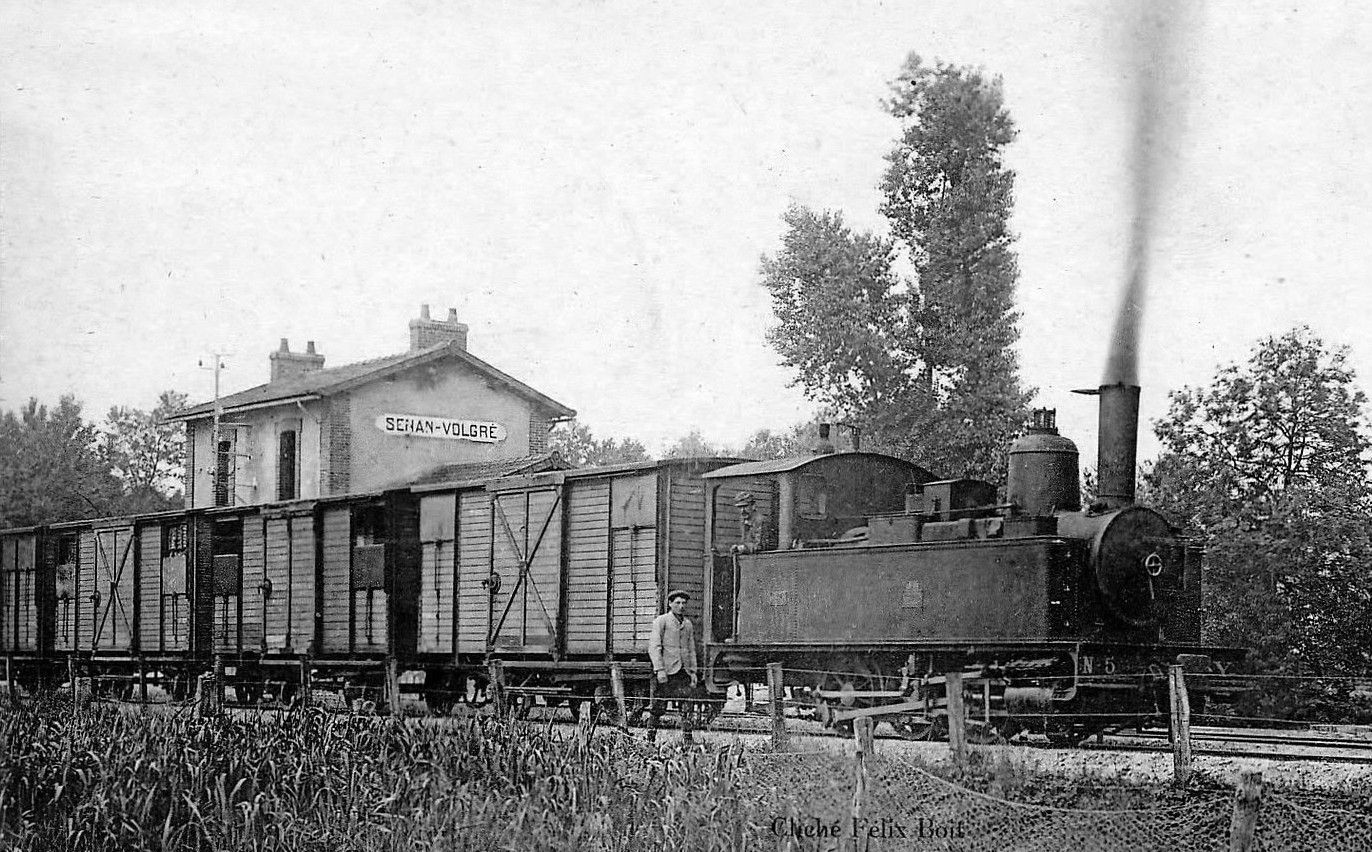
Un train de marchandises en gare de Senan - Volgré en direction de Joigny.

Le parc des wagons de marchandises se composait d’une quarantaine de Wagons surtout des couverts et quelques wagons plats.